# Ліді (Оклахома)
Ліді (англ. Leedey) — місто (англ. town) в США, в окрузі Дьюї штату Оклахома. Населення — 415 осіб (2020).

## Географія
Ліді розташоване за координатами 35°52′7″ пн. ш. 99°20′42″ зх. д. / 35.86861° пн. ш. 99.34500° зх. д. (35.868675, -99.345079).  За даними Бюро перепису населення США в 2010 році місто мало площу 1,03 км², уся площа — суходіл.

## Демографія
Згідно з переписом 2010 року, у місті мешкало 435 осіб у 183 домогосподарствах у складі 119 родин. Густота населення становила 421 особа/км².  Було 229 помешкань (222/км²).
Расовий склад населення:
| - 89,0 % — білих - 5,3 % — корінних американців - 0,5 % — чорних або афроамериканців - 0,2 % — азіатів |

До двох чи більше рас належало 4,6 %. Частка іспаномовних становила 4,4 % від усіх жителів.
За віковим діапазоном населення розподілялося таким чином: 28,5 % — особи молодші 18 років, 50,6 % — особи у віці 18—64 років, 20,9 % — особи у віці 65 років та старші. Медіана віку мешканця становила 39,1 року. На 100 осіб жіночої статі у місті припадало 92,5 чоловіків;  на 100 жінок у віці від 18 років та старших — 94,4 чоловіків також старших 18 років.
Середній дохід на одне домашнє господарство  становив 55 094 долари США (медіана — 55 833), а середній дохід на одну сім'ю — 68 275 доларів (медіана — 65 938). Медіана доходів становила 57 813 долари для чоловіків та 35 938 доларів для жінок. За межею бідності перебувало 7,0 % осіб, у тому числі 4,0 % дітей у віці до 18 років та 16,9 % осіб у віці 65 років та старших.
Цивільне працевлаштоване населення становило 161 осіб. Основні галузі зайнятості: сільське господарство, лісництво, риболовля — 26,7 %, освіта, охорона здоров'я та соціальна допомога — 26,1 %, роздрібна торгівля — 9,9 %, фінанси, страхування та нерухомість — 9,9 %.